# Ronaldo Lage Magalhães
Ronaldo Lage Magalhães (Santa Maria de Itabira, 27 de maio de 1951) é um político brasileiro do estado de Minas Gerais filiado ao Partido Trabalhista Brasileiro (PTB).
Ronaldo Magalhães é graduado em matemática pela PUC Minas. Foi vereador e prefeito em Itabira. Foi deputado estadual em Minas Gerais na 16a. Legislatura, ocupando vaga aberta pelo afastamento de Dilzon Melo.